# Zaberfeld
Zaberfeld er en by i den tyske delstat Baden-Württemberg, som ligger i kreisen Heilbronn. Zaberfeld har 3.961 indbyggere (2006).